# Deane Pappas
Deane Pappas (Phalaborwa, 12 december 1967) is een Zuid-Afrikaans voormalig golfprofessional, die actief was op de Sunshine Tour en de PGA Tour.

## Loopbaan
In 1992 werd Pappas een golfprofessional en golfde voor de eerste keer op de Sunshine Tour, in 1994. Zijn eerste profzege was in februari 2001 door het South African PGA Championship te winnen.
Tussen 1996 en 2007 speelde Pappas af en toe in de Verenigde Staten waar hij twee golftoernooien won op de Nationwide Tour (nu de Web.com Tour) en door die zeges speelde hij drie jaar lang op de Amerikaanse PGA Tour.
In januari 2009 won hij voor de tweede keer op de Sunshine Tour door de Dimension Data Pro-Am te winnen. In 2011 besloot hij om met pensioen te gaan.

## Prestaties

### Professional
Sunshine Tour
| Nr. | Datum            | Toernooi                       | Score           | Score | Info  |
| --- | ---------------- | ------------------------------ | --------------- | ----- | ----- |
| 1   | 11 februari 2001 | South African PGA Championship | 68+67+67+67=269 | –19   | [ 1 ] |
| 2   | 25 januari 2009  | Dimension Data Pro-Am          | 65+66+69+68=268 | –20   | [ 2 ] |

Nationwide Tour
- 2000: Buy.com Cleveland Open
- 2001: Buy.com Monterrey Open

Overige
- 2002: Nelson Mandela Invitational (met Hugh Baiocchi)